# Hang 'Em High (película)
Hang 'Em High (Cometieron dos errores, en España) es una película estadounidense de 1968, del género western, dirigida por Ted Post. Fue protagonizada por Clint Eastwood, Inger Stevens, Ed Begley, Pat Hingle y Ben Johnson en los papeles principales.

## Argumento
Jed Cooper (Clint Eastwood) va a ser ahorcado acusado de haber robado ganado por un grupo de nueve hombres que se toman la justicia por su mano. Sin embargo, cometen dos errores: ahorcar al hombre equivocado, y no acabar con su vida. En el último instante, es salvado por un comisario a las órdenes del juez Fentom (Pat Hingle), que es consciente de que es inocente del crimen por el que le intentaron asesinar, ya que al mismo tiempo había sido atrapado el verdadero criminal. Cooper es aconsejado por el juez para que se olvide del pasado y le ofrece un puesto como comisario en el territorio de Oklahoma, ocupándose de las misiones más complicadas y trayendo a los acusados para que sean juzgados por el propio juez.
La vida de Cooper, sin embargo, está marcada por la cicatriz que le dejó la soga en el cuello, y además un día es atacado por tres de los nueve hombres, quedando malherido. Raquel (Inger Stevens) le atiende y le pide que descubra quien mató a su marido y luego la ultrajó. Cuando se repone de sus heridas, Cooper es autorizado por el juez para que se encargue de la detención de los tres bandidos que le atacaron.

## Reparto
- Clint Eastwood - Sheriff Jed Cooper
- Inger Stevens - Rachel Warren
- Ed Begley - Capitán Wilson
- Pat Hingle - Juez Adam Fenton
- Ben Johnson - Sheriff Dave Bliss
- Charles McGraw - Sheriff Ray Calhoun
- Ruth White - Madame 'Peaches' Sophie
- Arlene Golonka - Jennifer
- Bruce Dern

## Producción
United Artists, que por aquel entonces fue la encargada de distribuir la trilogía de Leone en suelo norteamericano, ofreció a Clint Eastwood a interpretar este western y él aceptó. También produjo con su recién fundada productora Malpaso esta película. Al principio Eastwood le ofreció el trabajo de dirección a Sergio Leone, pero éste no pudo aceptar por estar trabajando en ese momento en Erase una vez en el Oeste (1968).

## Recepción
La película fue un gran éxito de taquilla pero fue masacrada por la crítica de la época.

## Comentarios
- Este fue el primer western no europeo en el que actuó Clint Eastwood, en el cual se deja notar la influencia de los spaghetti western.
- Fue el primer film de la productora The Malpaso Company de Clint Eastwood.
- El rol del Juez Adam Fenton está basado en el juez Isaac Parker, conocido como El Juez de la horca.
- El grupo de rock de Nueva Jersey My Chemical Romance se inspiró en esta película para escribir el tema con el mismo nombre.